# 26276 Нетріс
26276 Нетріс (26276 Natrees) — астероїд головного поясу, відкритий 20 вересня 1998 року.
Тіссеранів параметр щодо Юпітера — 3,673.